# El País Valenciano
El País Valenciano (titre original en castillan ; titre de la traduction en catalan El País Valencià ; littéralement « Le Pays valencien ») est un guide de voyage du Pays valencien écrit par Joan Fuster et publié par Ediciones Destino à Barcelone en 1962.
La publication d’El País Valenciano eut des répercussions significatives, à court et à moyen termes sur le panorama idéologique de la région. Si d'une part le livre permit à Fuster d'apparaître comme « un écrivain brillant, incisif et provocateur », il fut d'autre part reçu comme un coup de pied dans la fourmillière par les milieux conservateurs  et collaborateurs valenciens du franquisme, en particulier ceux de la ville de Valence, qui les irrita et provoqua de vives réactions. Le livre suscita une campagne de presse hostile dirigée par ces derniers, qui finit par déboucher sur une rupture au sein du mouvement valencianiste, annonciatrice du conflit identitaire qui éclata durant la transition démocratique.

## Généralités
El País Valenciano fait partie de la prestigieuse collection Guías de España (« Guides d'Espagne ») de la maison d'édition Destino, rassemblant des guides de voyage de chacune des grandes régions d'Espagne, comportant de nombreuses illustrations, cartes et photos, et confiés à des écrivains locaux prestigieux,. Cette collection créée dans la seconde moitié du XXe siècle répond à un contexte économique d'essor du tourisme et a pour particularité de laisser à chaque collaborateur une grande liberté pour promouvoir les aspects qu'il juge opportuns. 
Au départ, sa rédaction devait être confiée au rédacteur en chef du journal Levante — alors organe officiel du Movimiento dans la région —, José Ombuena, mais finalement Destino opte pour Fuster.
Publié en 1962, la même année que deux des ouvrages les plus politiques de Fuster, Qüestió de noms et Nostaltres, els valencians, cet ouvrage diffère de ceux-ci du fait qu'il était écrit en espagnol, ce qui lui permit d'avoir une répercussion que la littérature en valencien n'avait pas à cette époque, et par sa très faible teneur politique. Ces trois livres sont parfois baptisés par les spécialistes de Fuster la « trilogia maleïda » (« trilogie maudite »), car ils furent reçus comme scandaleux dans les milieux conservateurs valenciens.
Dans El País Valenciano, livre « informatif, effusif, mais en rien aseptique », Fuster dresse un portrait de l'identité valencienne dans lequel la psychologie collective est la base permettant d'expliquer l'identité valencienne contemporaine, rejoignant en cela Nosaltres, els valencians.

## Structure et contenu
Le lecteur suit le regard de l'auteur à travers la région. Le livre en donne une vision sérieuse, réaliste et élogieuse, bien que non exempte de critiques et loin de l'idéalisme folklorique promu par le régime, en n'hésitant pas à pointer les forces comme les faiblesses du peuple valencien.
L'ouvrage se compose de deux parties, une « introduction générale », présentant la région dans sa globalité et ses contrastes (zones côtières fertiles et zones intérieures plus arides), et lui donnant un fort caractère, suivie d'une synthèse de l'histoire de la région, dans laquelle il insiste notamment sur l'héritage de l'époque musulmane et la conquête chrétienne du territoire au XIIIe siècle, qui confèrent au territoire une personnalité singulière. Il caractérise ensuite les habitants du pays, qu'il décrit comme méditerranéens, méridionaux, hâbleurs, travailleurs mais hédonistes et inconstants. Il développe notamment l'idée que la terre était à la base hostile, et que c'est par un dur labeur que ses habitants sont parvenus à rendre d'importantes parcelles fertiles. Il évoque également le folklore régional, la cuisine traditionnelle, les fêtes « pyrotechniques » — les typiques fallas de Valence mais aussi les Fogueres de Sant Joan (en) d'Alicante —, les groupes de musique traditionnelle et les fêtes taurines.
La deuxième partie se compose de huit itinéraires qui parcourent toute la région, implicitement « centrés » autour de la capitale : « Valence et son Horta », « De Sagonte à Castelló », « Le Maestrat et Morella », « Llíria, Los Serranos et une excursion en Castille, « Xàtiva, Gandia, l'Albufera », « De La Ribera à La Marina » et « Villena, Elche et Orihuela, ».

### Paratexte
La jaquette présente une reproduction d'une aquarelle avec une nette dominance des tons froids du ciel et de l'eau. Dans la moitié inférieure du premier plan, les tons chauds de la terre et du toit des habitations représentées dominent. Le désir explicite de Joan Fuster est de dépasser les clichés propres du Pays valencien. Dans le texte de la jaquette,  une note des éditeurs affirme : « La guía que ha compuesto Joan Fuster viene precisamente a deslindar el tópico y la realidad valenciana . » (« Le guide qu'a composé Joan Fuster vient précisément pour délimiter le lieu commun et la réalité valencienne. »)

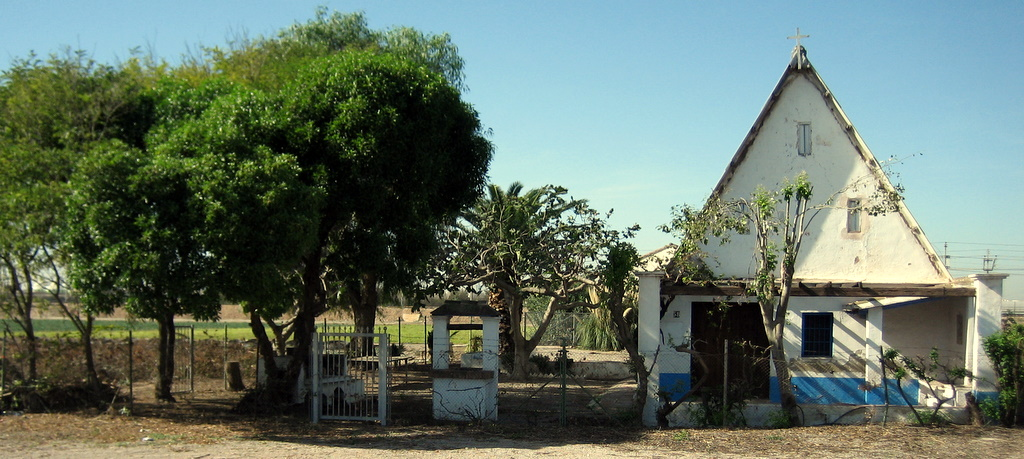
Barraca valencienne traditionnelle.

Toujours sur la couverture, on voit deux huttes (des typiques « baraques » valenciennes) construites sur les rives de l'Albufera, à travers les eaux calmes desquelles navigue une barque avec une voile latine déployée. Devant les huttes, on voit un oranger et un palmier — éléments fortement associés à l'imaginaire visuel valencien, mais que l'on peut difficilement considérer comme des arbres typiques de ce paysage —. Figure également une charrette avec une bête attachée à elle. Les différents éléments constituent une image allégorique du Pays Valencien : celle de la luxuriance associée à la huerta valencienne et à l'Albufera, que dans son livre Joan Fuster tente précisément d'éviter comme une image globale du pays, car jugée partielle et insuffisante. Néanmoins, cette image met en évidence le caractère agraire et rural du Pays valencien, sur lequel l'auteur insiste à diverses reprises. Les illustrations photographiques, œuvres de Ramon Dimas (ca), qui accompagnent le livre soulignent aussi son caractère rural. Par exemple, les deux premières photographies du guide figurent la huerta de Valence : un champ rempli de plants d'arachides et une hutte avec un plant de tabac au premier plan. L'image de la barraca est répétée plusieurs fois tout au long du livre. D'autres photographies sont consacrées aux principales cultures — riz et orange —.

### Introduction
L'introduction est divisé en cinq sections, la première, intitulée «La tierra» (« La terre »), traite des clichés traditionnellement utilisés dans la description du territoire valencien. Fuster traite de l'identification de la géographie valencienne avec la fertilité absolue, cette géographie dont toutes les manifestations élogieuses sont condensées dans l'expression Valencia, jardín de flores (« Valence, jardin de fleurs »).
À aucun moment il n'écrit qu'il s'agit d'une perception erronée de Valence, il considère plutôt que ce qui est gênant est d'appliquer l'expression à l'ensemble du territoire valencien, une image de Valence internationalisée à travers le pasodoble «Valencia», de José Padilla (Almería, 1889 – Madrid, 1960), et qui, interprété par de nombreux chanteurs, de Carlos Gardel à Bing Crosby en passant par la chanteuse française Mistinguett ou, même, les Chœurs de l'Armée Rouge, met surtout en avant le cliché floral, qui annule d'autres liens communautaires comme le dur labeur des habitants ou la sociabilité (Ja en el taller i en el camp remoregen, / càntics d’amor, himnes de pau,« Déjà dans l'atelier et dans le champ ils murmurent, / des cantiques d'amour, des hymnes de paix ») présents dans l'hymne régional de Maximilià Thous.
La description du territoire faite dans la section « La tierra » souligne que le Pays valencien est fondamentalement marqué par la dualité de la côte et de la montagne, de la huerta (irriguée) et du secano (qui utilise peu d'eau). Le livre met l'accent sur le paysage humanisé. Lorsque Fuster décrit un paysage, il ne le fait pas par intérêt pour le spectacle mais plutôt en raison d’un fait social qui s'y interpose. À aucun moment ce n'est le territoire, vu dans son ensemble ou individualisé selon différents points de référence, qui définit le peuple, en lui conférant une identité propre, mais plutôt la langue. Dans la conception de Fuster, la langue, fil conducteur de la transmission héréditaire, est équivalente au lignage. Une géographie humaine diverse, une configuration physique inégale et hétérogène mais qui a une unité, une personnalité, marquée par la frontière maritime, la Méditerranée et l'ascendance catalane, élément substantiel et vertébrateur : 
« Lo valenciano — testimonios: la bandera y la cultura, el idioma y la vocación — no es sino lo catalán asentado, y un poco reblandecido, en las riberas del Seno Sucronense. »
« Le Valencien [ce qui est valencien] — en sont témoins : le drapeau et la culture, la langue et la vocation — n'est rien d'autre que le Catalan installé, et un peu adouci, sur les rives du fleuve Júcar. »
— Fuster 1962, p. 12
La géographie est analysée sur la base de la présence ou de l'absence d'eau, et sur la manière dont les Valenciens l'ont gérée. La mer, en revanche, la côte, et en contraste clair avec les directives touristiques, n'intéresse guère Fuster :
« El agua, la deseada, obsesionante, necesaria agua, es, para los valencianos, el riego: única y exclusivamente el riego. [...] El valenciano — clama, de vez en cuando, algún doctrinario nostálgico — vive de espaldas al mar. »
« L'eau, la désirée, obsédante, nécessaire eau, est, pour les Valenciens, l'irrigation : uniquement et exclusivement l'irrigation. [...] Le Valencien — clame parfois un doctrinaire nostalgique — vit dos à la mer. »
— Fuster 1962, p. 14
Après avoir terminé la section «La Historia» (« L'Histoire »), où il souligne les efforts civiques restant à refaire et la catalanité comme axe de l'identité valencienne, suit le chapitre «La gente» (« Les gens »), où Fuster expose la capacité limitée des Valenciens à s'identifier comme peuple. Dans cette partie domine le sentiment d'un peuple vaincu, subalterne, et pour cette raison se reconnaissant difficilement comme « peuple parmi les peuples ». Dans le lexique muni d'une connotation identitaire, Fuster utilise rarement les termes « nation » et « patrie », il parle presque toujours de « pays » pour identifier le territoire et de « peuple » désigner ses habitants. Le corps central de la section est consacré à l'ensemble de thèmes définitoires du Valencien : le «pensat i fet» (« pensé et fait »), illustrés par « un bâtiment, une falla, un hangar commémoratif, une révolution de cultures, un négoce ». Sans grande justification, il expose ensuite un ensemble de traits culturels discursifs correspondant aux Valenciens : la mordacité, la grossièreté, la satire, les fanfares traditionnelles, le baroque des manifestations humaines. Il insiste aussi sur un ruralisme majoritaire, dans un Pays Valencien où dominent alors encore les zones dépendant économiquement presque exclusivement de l'agriculture, et qui parvient même à ateindre les centres de population les plus urbanisés, la capitale Valence en tête.
Sur le plan historographique, cette description peut être rapprochée, et a peut-être influencé le spectacle Memòries de la coentor (1977), mis en scène par Juli Leal (ca), avec des collages de textes (d'Eduard Escalante (ca), Lluís V. Aracil, M. Sanchis Guarner, Juli Leal et d'autres auteurs), sur la Valence de la Restauration dans le dernier tiers du XIXe siècle, qui suit les formes populaires d'expression  (sainete, fallas, etc.) et insiste sur les faits sociaux importants du moment, comme les révoltes paysannes et l'abandon de la langue autochtone par les classes dominantes, avec des parallèles fréquents et naturels avec la situation contemporaine.

### Itinéraire dans Valence et son arrière-pays
Comme un cliché parmi les clichés, le guide fait commencer la visite de la ville au sommet du clocher de la cathédrale de Valence, le Micalet. Depuis ses cinquante et un mètres, et après avoir gravi les deux cent sept marches de pierre, le visiteur verra la frange bleue de la mer, les montagnes lointaines, la huerta et les villages disséminés, qui commencent déjà à être absorbés par une ville en pleine et rapide expansion, et les nombreux clochers qui parsèment la ville, avec leurs dômes et églises respectifs :
« Los campanarios pudieran ser muy bien trescientos, y junto a ellos, las cúpulas de teja barnizada, reverberan bajo el sol. La ciudad, rumorosa y vasta, nos espera. »
« Les clochers pourraient bien être au nombre de trois cents, et à côté d'eux, les coupoles de tuiles vernies, réverbèreront sous le soleil. La ville, bruyante et vaste, nous attend. »
— Fuster 1962, p. 118
Malgré les clichés, un guide touristique complètement différent de celui de Fuster, Guía secreta de Valencia (« Guide secret de Valence », 1972), d'Alfonso López Gradolí (es), décrit le Micalet ainsi :
« Es el símbolo de Valencia. [...] es para los valencianos lo que la Puerta del Sol para los madrileños; síntesis de su amor a la patria »
« C'est le symbole de Valence. [...] c'est pour les Valenciens ce que la Puerta del Sol est pour les Madrilènes ; synthèse de son amour pour la patrie »
— López Gradolí 1972, p. 182-183
Il offre un panorama depuis le Micalet assez proche de celui de Fuster :
« Desde lo alto de El Micalet, esa torre madre, que es como la cimera de la ciudad, aparecen la huerta y el mar como un rico mosaico. (Todo lo de los humos negros es mejor pasarlo por alto [...]. »
« Du haut du Micalet, cette tour mère, qui est comme le sommet de la ville, la huerta et la mer apparaissent comme une riche mosaïque. (pour ce qui est des fumée noire, il vaut mieux passer outre [...]. »
— López Gradolí 1972, p. 16-17
La vision de la Valence du XIXe siècle comme « ville couvent », internationalisée par Victor Hugo dans Les Orientales (1829) (« Valence a les clochers de ses trois cents églises ») reste le trait le plus caractéristique de la ville. Dans ce périple dans Valence, Fuster choisit de contraposer la hauteur entre les édifices religieux et les édifices civils caractéristiques de la « modernité ». Avant cela, il critique l'urbanisme du cap i casal : « la masa tonta de los ‘rascacielos’ provincianos » (« la masse stupide des 'gratte-ciel' provinciaux »). Les guillemets dans «rascacielos» limitent, d'une certaine manière, presque métonymiquement, leur hauteur et l'adjectif «provincianos» (« provincial, subalterne, rustre ») les banalise absolument : les gratte-ciel de Valence présentent le même peu d'intérêt que ceux de n'importe quelle capitale de province espagnole. De cette manière, Fuster concentre l'attention du lecteur sur la Valence monumentale et l'avertit du manque de modernité de la ville. On ne trouve pas une Valence cosmopolite, avec des bâtiments d’avant-garde, mais bien le contraire. Fuster indique que Valence a perdu tout caractère métropolitain et cosmopolite à cause du provincialisme, principale cause de l’incapacité des Valenciens à se reconnaître comme peuple, à se sentir comme un peuple singulier. Selon Fuster, de nombreux Valenciens ont cessé de se sentir comme un peuple et sont devenus une simple province, une succursale d'une entité nationale historiquement différente, avec tout ce que cela comporte de coentor et une incapacité à affronter l'avenir en tant que peuple doté d'une conscience collective :
« Hay bastantes valencianos que comparten la idea de que lo valenciano es una categoría rústica, plebeya y desairada; son legión los extranjeros que opinan lo mismo.[...] Para la mayoría de mis paisanos, el país queda cifrado en media docena de hechos folklóricos – unos festejos, un condumio, una manera de humor, unas habilidades de artificio - , frente a los cuales adoptan jactanciosas admiraciones o repulsas a rajatabla.» (ibid 41-42) »
« Nombreux sont les Valenciens qui partagent l'idée que le valencien [ce qui est valencien] est une catégorie rustique, plébéienne et méprisée ; les étrangers pensant la même chose sont légion. [...] Pour la majorité de mes compatriotes, le pays se résume à une demi-douzaine de faits folkloriques - fêtes, plats culinaires, une sorte d'humour, quelques savoir faire artisanaux -, devant lesquels ils éprouvent des admirations vantardes ou de rigoureuses répulsions. »
— Fuster 1962, p. 41-42
Il entre ensuite dans la cathédrale et entame une description de l'édifice, et plus générale de la ville et ses monuments, avec de nombreux détails, à la manière typique d'un guide touristique. La description est néanmoins agrémentée d'éléments visant à rendre la lecture agréable : citations littéraires, anecdotes, descriptions de fêtes religieuses ou d'autres manifestations civiles, avec l'emploi de métonymies plutôt que de métaphores. Arrivé sur la place de la cathédrale :
« el Tribunal de las Aguas, dispuesto a dirimir pleitos y denuncias; recuérdese la descripción de Blasco en La Barraca, la plaza es, en su conjunto, mediocre, con un desolado tazón de fuente en medio. No es ya un centro, sino lugar de paso. Cuenta con un corazón en desuso, jubilado, de la ciudad.» (ibid. 129) »
« le Tribunal des eaux, destinée à résoudre les litiges et les plaintes ; rappelez-vous la description de Blasco dans La Barraca : la place est, dans son ensemble, médiocre, avec un morne bassin de fontaine au milieu. Ce n'est plus un centre, mais un lieu de passage. Son cœur est en désuétude, retraité, de la ville. »
— Fuster 1962, p. 129
Fuster utilise les différents ponts sur le Turia pour entrer et sortir du centre-ville — el interior de la ciudad (« l'intérieur de la ville ») —, car c'est la Valence intra-muros qu'il décrit, avec quelques mentions peu nombreuses de la Valence extra-muros, le territoire mixte, de transition entre la métropole la plus rigoureuse et l'espace ouvert que représentent les champs, qui présentent peu d'intérêt si ce qu'il veut montrer sont les aspects monumentaux de la ville, malgré les ruines de l'histoire, sans alternative de modernité, dans la rue Cavallers :
« [...] Sus linajudos propietarios las derriban o las venden para ser derribadas – entre 1940 y 1950 desaparecieron unas dieciseis casas solariegas de algún interés, y la racha continua – y además, las supervivientes no siempre han conseguido escapar de reformas indecorosas.» (ibid. 149) »
« [...] Leurs propriétaires héréditaires les démolissent ou les vendent pour qu'ils soient démolis — entre 1940 et 1950, seize manoirs avec un certain intérêt disparurent, et la série continue — et de plus, les survivants n'ont pas toujours réussi à échapper à des rénovations malhabiles. »
— Fuster 1962, p. 149
Avec une certaine ironie, López Gradolí réaffirme la description de Fuster :
« La calle de los caballeros, o, abreviadamente, la calle Caballeros, con palacios grandes que pertenecieron o pertenecen a las grandes familias valencianas, esos que ya son historia y son los apellidos que suenan a los eternos admiradores de clase media: Noguera, Trénor, los Condes de Daya Nueva, los Fernández de Córdova... »
« La rue des chevaliers, ou, en abrégé, rue Chevaliers, avec de grands palais qui ont appartenu ou appartiennent aux grandes familles valenciennes, ceux qui sont déjà dans l'histoire et dont les noms résonnent chez les éternels admirateurs de la classe moyenne : Noguera, Trénor (es), les comtes de Daya Nueva (es), les Fernández de Córdoba... »
L'itinéraire proposé par Fuster dans Valence passe ensuite par El Carme, la Llotja, Sant Joan del Mercat, la place Collado, la place Rodona, Sainte-Catherine, la Plaça de la Reina (en), la rue de la Paix, la rue Saint Vincent, le palais du marquis de Dos Aguas (en)... jusqu'à l'université, la statue de Louis Vivès, carrer de la Nau, le Parterre, l'avenue Colomb et la place du Caudillo (l'actuelle place de l'Hôtel-de-Ville, « qui est l'une des places les plus horribles connues de l'expérience urbanistique de l'humanité » (« que es una de las plazas más horribles que conoce la experiencia urbanística de la humanidad »),.
Fuster évite et ignore la place du Caudillo (nommée en hommage au général Franco, le dictateur alors en exercice) comme lieu de passage, comme point névralgique. Au contraire, pour López Gradolí c'est « la principale place de la ville » («la principal plaza de la ciudad»), dont il souligne le potentiel unificateur, :
« [...] cuando se está pensando un sitio para luego ir a otro, cuando están los dos interlocutores entrecerrando los ojos -se hace siempre – para encontrar el nombre del establecimiento público o edificio donde se encontrarán, se termina siempre diciendo:

- Mira, quedamos en la Plaza del Caudillo. Puede ser Telefónica, Correos, Lauria, Balanzá, Ateneo, Barrachina, San Patricio. Pero en la Plaza del Caudillo. »
« [...] lorsqu'on pense à un endroit pour ensuite se rendre à un autre, lorsque les deux interlocuteurs ferment les yeux — cela arrive toujours — pour trouver le numéro de l'établissement public ou du bâtiment où ils vont se rencontrer, on termine toujours en disant :

- Écoute, on se retrouve sur la Plaza del Caudillo. Il peut s'agir de Telefónica, Correos, Lauria, Balanzá, Ateneo, Barrachina, San Patricio. Mais sur la Place del Caudillo. »
Toute la partie de la ville située hors des anciens remparts est présenté négativement. Il explique, :
« [...] no merece excesiva atención. [... ] Los ensanches de Valencia demuestran a las claras la pujanza que la capital adquirió en los últimos tiempos, y, como siempre se produce un fenómeno semejante, la crecida hubo de efectuarse a costa del sacrificio de otros valores – valores o lo que sea - : los nuevos barrios son anodinos, higiénicos y despersonalizados. Igual podríamos imaginarlos sitos en Madrid o Barcelona, salvando los detalles. [...] Toda ciudad se parece a otra ciudad. Problablemente dentro de cien años estos lugares que hoy nos parecen neutros tengan sabor y carácter para los valencianos de entonces. »
« [...] Cela ne mérite pas une très grande attention. [...] Les expansions urbaines de Valence démontrent clairement l'importance que la capitale a acquise ces derniers temps, et, comme cela arrive toujours, l'la croissance dut se faire au prix du sacrifice d'autres valeurs — valeurs ou autre chose — : les nouveaux quartiers sont anodins, hygiéniques et dépersonnalisés. On pourrait aussi bien les imaginer installés à Madrid ou à Barcelone, à quelques détails près. [...] Chaque grande ville ressemble à une autre grande ville. Probablement dans cent ans ces lieux qui aujourd'hui nous semblent neutres aujourd'auront de la saveur et du caractère pour les Valenciens d'alors. »

### Une démystification du régionalisme franquiste
Avec le style sarcastique qui le caractérise et un certain élitisme, dans El País Valenciano Fuster s'en prend aux stéréotypes du régionalisme valencien promus par le franquisme — Le «regionalismo bien entendido» — et attaque sévèrement la société valencienne de son temps, qu'il juge autocomplaisante et médiocre. C'est sur ces points que se focaliseront les critiques et les passages extraits diffusés dans la presse par la suite, afin d'exalter les réactions et donner une image très négative de l'auteur et de la vision qu'il véhicule.
Par exemple, Fuster ironise sur les qualités attribuées aux Valenciens et l'image d'eux-mêmes qu'ils véhiculent volontiers à l'extérieur — celles du Levante feliz —, les dépeint comme rustres, se moque de leur « ruralisme », de leur mesquinerie, leur pusillanimité, leur « résignation », leur « ressentiment » et leur soumission, et leur propension à se laisser embobiner par « le premier charlatan ou marionnettiste venu d'ailleurs ».
Il critique le provincialisme de la région, décrit Alicante comme une « parfaite capitale de province espagnole [...] peut-être celle qui entre toutes en tire parti avec le plus de vocation. Car il ne s'agit pas seulement de bien porter son rang bureaucratique et d'accepter ses contreparties de laquais : c'est que de plus elle y adhère de toute son âme ».
Sur un ton burlesque, il démystifie également la grandeur médiévale de Valence revendiquée avec suffisance et grandiloquence par le régionalisme valencien : « même le lupanar de Valence était le plus accrédité d'Europe ».

## Campagne de presse hostile
Le livre suscita une importante controverse. La presse, largement contrôlée par le régime franquiste, se livra à une campagne hostile envers Fuster et le livre, relayée dans les milieux conservateurs valenciens collaborateurs du régime,,.
Différents auteurs considèrent que l'origine de la polémique résidait dans la contrariété suscitée par le choix de Fuster comme auteur pour réaliser le guide auprès de José Ombuena, directeur de Las Provincias qui avait ambitionné d’être sélectionné à sa place par la maison d’édition Destino,. Francesc Pérez Moragón se montre néanmoins moins catégorique : selon lui, « Bien il y eût qu’indubitablement dans l'affrontement et la persécution [contre El País Valenciano] des facteurs personnels, l’importance du facteur politique comme déclencheur de l'attaque était décisive ».
D'après Francesc de Paula Burguera, ami personnel de Fuster, la polémique avait déjà été discrètement amorcée dans Las Provincias après la publication d'une interview par Ombuena du philologue baléare Francesc de Borja Moll le 18 juin 1961, dans laquelle ce dernier défendait l'unité de la langue catalane.

### Début dans la presse du Movimiento
La campagne de presse contre Fuster commença dans Levante, organe de presse du Movimiento, à l'instigation du juriste phalangiste Diego Sevilla Andrés, dans un contexte politique difficile pour le régime, qui voyait le syndicat étudiant unique SEU massivement infiltré par des militants antifranquistes.
Sevilla Andrés était bien informé de cette situation et percevait le danger que représentaient les idées de Fuster pour l'hégémonie du régionalisme franquiste à Valence. Le 22 décembre 1962, il publia un article intitulé «Burguesía y separatismo» (« Bourgeoisie et séparatisme »), dénonçant le danger que courait la région valencienne face à un prétendu impérialisme catalan.
Comme il l'affirmait, l'article était une réaction aux écrits d'une revue clandestine protestataire — il s'agit de Lluita (« Lutte » en catalan), diffusée par des étudiants du Partit Socialista Valencià de l'université de Valence, première incarnation politique de la pensée fustérienne — :

« J'ai eu à disposition certains pamphlets écrits en catalan, se plaignant des monopoles et du manque de liberté des terres catalanes, dans lesquelles ils incluent Valence. [...] La ploutocratie barcelonaise — qu'il soit bien clair que nous parlons de barcelonaise — a posé, depuis de longues années, ses yeux sur Valence [...] Il convient de penser, en premier lieu, que notre économie régionale pourrait servir de complément à une autre à prédominance industrielle, mais seulement en complément, elle ne tournerait jamais de façon indépendante de celle-ci. »

Il ajoutait : « La personnalité valencienne […] requiert un traitement un peu plus délicat que celui des nouveaux nazis […] qui parlent de pays catalans. »
Le même mois, il publia un article intitulé «Alerta a los valencianos» (« Alerte aux Valenciens »), d'une teneur similaire.
La publication d’El País Valenciano lui fournit un prétexte pour prévenir le public du danger que représentait ces idées, « qui ont un écho dans des livres [...] qui peuvent être achetés dans n'importe quelle librairie » et ainsi se faire valoir comme un loyal défenseur du franquisme.
En récompense des services rendus au régime, il fut désigné membre du Conseil national du Movimiento Nacional, procurateur (es) aux Cortes en 1964 et titulaire de la chaire de droit politique à l'université de Valence en 1967.

### Reprise dans les autres journaux valenciens
Les premières réactions à la publication du livre dans le reste de la presse régionale, en janvier 1963, sont mitigées. Le journal local Jornada publie le 8 janvier 1963 :

« littérairement le livre est bien construit, bien écrit, bien fait et très bien édité ; il contient quelques idées justes mais est déficient ; après sa lecture on expérimente de l'amertume et même de l'indignation. »

Toutefois, le mécontentement d'Ombuena de ne pas avoir été choisi pour réaliser l'œuvre l'amena à alimenter la campagne de presse hostile envers Fuster et le livre. Des articles très critiques et négatifs parurent d'abord dans Levante, bientôt rejoint par  Jornada et Las Provincias,,.
Le 2 février 1963, un article « expiatoire » intitulé «Un libro sobre el País Valenciano» (« Un livre sur le Pays valencien ») est publié dans Levante  et reproduit le lendemain dans Las Provincias, suivi dès le lendemain d'une nouvelle série d'articles dans ce dernier journal, intitulée «Los valencianos y Valencia, en las páginas de "El País Valenciano"» (« Les Valenciens et Valence, dans les pages de "El País Valenciano" »), citant cette fois des extraits du livre jugés offensants.
Ces articles incluaient une compilation de phrases sorties de leur contexte, avec pour objectif d'exacerber les états d'âme du lecteur, l'indigner et blesser son sentiment identitaire profond, basé sur le sentimentalisme peu rationnalisé avec lequel étaient appréhendées les traditions et coutumes valenciennes (le « valencianisme tempéramental »). À travers cette polémique, Las Provincias chercha à augmenter ses ventes en se posant comme défenseur de l'identité valencienne tout en attaquant la figure de Fuster qui apparaissait gênante dans le contexte politique et culturel de l'époque.
Francesc Almela i Vives, figure du valencianisme d'avant-guerre civile, participa également à la campagne et, en 1965, publia son propre guide Valencia y su reino, (« Valence et son royaume »), dans lequel il traitait surtout d'épisodes et de figures historiques liés à la capitale, consacrant un chapitre aux prétendues volontés annexionistes de la Catalogne sur la région valencienne pour former une « Grande Catalogne », dont « les Valenciens ne veulent pas entendre parler ».
Paradoxalement, la campagne, délibérée, fit une grande publicité au livre de Fuster car sans cela, l'ouvrage aurait pu demeurer inconnu du grand public.

## Les fallas de 1963: «autodafé inquisitorial» et «cérémonie de la confusion»
Les préparatifs de la fêtes des fallas de 1963 débouchèrent sur la mise en scène d'une véritable « cérémonie de la confusion », comme le dit Fuster lui-même, au cours de laquelle il s'agissait de transmettre la polémique depuis la presse, où elle s'était alors cantonnée, jusque dans la rue et auprès des secteurs populaires, donnant lieu à une sorte d'« autodafé inquisitorial ».
Une commission de falla défila sous le slogan el mundo de los infiernos (« Le monde des enfers »), portant des images de Fuster, des phrases extraites de son livre, ainsi qu'un ninot à son effigie, qui furent brûlés avec des exemplaires du livre lors de la traditionnelle cavalcada,,, devant le balcon la mairie et sous le regard des autorités locales (le maire phalangiste Adolfo Rincón de Arellano García, le gouverneur civil, le gouverneur militaire, l'archevêque Marcelino Olaechea).
L'intellectuel valencien Manuel Sanchis Guarner commenta l'évènement en ces termes :

« En 1963 nous en avons donné un exemple bien grotesque : le bûcher inquisitorial en effigie d'un de nos meilleurs écrivains actuels, Joan Fuster, par des fallers trompés qui n'avaient jamais lu aucun livre de lui. La victime réelle de ce spectacle saturnal fut Valence, que des irresponsables posaient en ridicule aux yeux des intellectuels étrangers, et les futurs historiens de la culture valencienne — si tant est qu'il y en ait un jour — jugeront bien durement les fanatiques instigateurs du fait, lesquels, bien sûr, ne seront pas passés à l'histoire pour leurs mérites. Ou peut-être leur objectif caché est-il de tenter de décapiter le valencianisme, afin de consommer la dévalencianisation du Pays ? Il est bien triste que quelques personnes influentes se complaisent en semant la confusion. »

Après ces incidents, Fuster ne publia plus dans la presse valencienne du Movimiento.

## Effets de la controverse
Avec son ironie caractéristique, Fuster déclara : « En une semaine je suis devenu plus célèbre qu'un torero »,.
Il sembla néanmoins s'étonner de la polémique suscitée par El País Valenciano, livre qu'il jugeait « prudent », « inoffensif » et « innocent », et affirma : « on voit que les messieurs qui maintenant protestent contre moi n'ont pas lu Nosaltres els valencians ».
En allusion à cet épisode, il intitulera plus tard un recueil d'articles Combustible per a falles (« Combustible pour des fallas »).
Malgré tout, Fuster jugea les effets de la controverse positifs, car ils permirent de donner une grande visibilité à ses propositions politiques et culturelles. Il affirma également que El País Valenciano constituait une cible plus facile pour toucher le peuple que ses autres écrits plus politiques. « Être poursuivi est déjà une victoire », déclara-t-il plus tard.
Par contraposition, la belligérance des secteurs conservateurs pro-franquistes lui valut la sympathie des secteurs libéraux et le soutien de différents secteurs intellectuels et parmi les jeunes étudiants universitaires, qui étaient justement le public que Fuster recherchait pour ses écrits politiques.

### Rupture au sein du valencianisme
La controverse autour d’El País Valenciano marque un point d'inflexion et une rupture au sein du valencianisme.
Le phénomène fut particulièrement sensible dans Lo Rat Penat, organisation historique du valencianisme culturel, tolérée et protégée par le régime car jugée inoffensive, au sein duquel les écrivains commencèrent à prendre position autour de deux pôles, l'un complaisant avec le franquisme et un autre, proche de Fuster, plus progressiste et résistant.
L'opposition se fit également visible dans le groupe Torre, petite maison d'édition qui joua un rôle fondamental dans le valencianisme d'après-guerre civile, en accueillant de jeunes figures comme Fuster lui-même, Eliseu Climent et Francesc de Paula Burguera. Les leaders de Torre, Xavier Casp et Miquel Adlert, avec lesquels Fuster avait déjà eu des affrontements dialectiques depuis le début des années 1960, professant un valencianisme surtout culturel, littéraire et idéologiquement plus conservateur, marquèrent publiquement leur distance avec lui,. Ils écrivirent une lettre au directeur de Las Provincias, publiée le 6 février 1963 et intitulée «Para evitar confusiones» (« Pour éviter des confusions »), dans laquelle ils se déclaraient « catholiques et valenciens » et affirmaient n'avoir aucun lien « avec l'idéologie que Joan Fuster représente et défend à Valence ».
Lors de la transition démocratique, cette rupture devint totale, Casp et Adlert devenant des partisans ouverts du sécessionnisme linguistique,.
Manuel Sanchis Guarner, malgré des divergences avec Fuster, se tint à l'écart des polémiques du début de la décennie et rompit les relations avec le groupe Torre après que ses membres manifestèrent leur hostilité lors de la campagne de presse.

### Une controverse annonciatrice du blavérisme
À propos de l'incident survenu pendant les fallas, Juan Luis Sancho Lluna, auteur d'une thèse sur l'anticatalanisme valencien pendant la transition démocratique — le blavérisme —, écrit : « la « spontanéité populaire » allait dériver en un mouvement social réactionnaire contrôlé par le pouvoir municipal ». Il ajoute :

« À travers toute une campagne de propagande et d'agitation commencée par Diego Sevilla en décembre 1962 et qui culmina avec la « représentation sacramentale » de l'incendie de l'effigie de Fuster aux fallas de 1963, le franquisme sociologique (es) réagit à la publication de El País Valenciano avec colère, en attaquant la figure de Fuster, ce qui permit aux secteurs les plus récalcitrants du franquisme valencien de marquer leurs positions depuis la défense d'un « régionalisme bien compris », assurant leur prééminence dans la société dans un vain effort pour soutenir le régime. Voici le début de l'anti-fustérianisme. C'était le début de la réaction à la modernité. »

## Traduction en catalan
Lorsque Joan Fuster décida d'incorporer à ses œuvres complètes une version traduite en catalan d’El País Valenciano (El País Valencià), il l'accompagna d'une introduction dans laquelle il faisait allusion à la réception peu amène que l'ouvrage avait reçue :

« El País Valenciano fut conçu sans intentions « malicieuses ». Il essayait de répondre au ton purement « littéraire » que les guides de Destino avaient et ont : Josep Pla et Carles Soldevila, Pío Baroja et José María Pemán m'avaient précédé, et nombre d'autres écrivains variés, lesquels tous y appliquèrent, concernant la « région » privative, une optique libre, selon le caractère de chacun. Je ne crois pas m'en être trop dévié. »

Le texte est paru dans le volume Obres completes III. Viatge pel País Valencià édité par Edicions 62 en 1971.